# Sclerolobium amplifolium
Sclerolobium amplifolium är en ärtväxtart som beskrevs av Adolpho Ducke. Sclerolobium amplifolium ingår i släktet Sclerolobium och familjen ärtväxter. Inga underarter finns listade i Catalogue of Life.